# Börningsberget
Börningsberget är ett naturreservat i Ljusdals kommun Dalarna, Gävleborgs län.
Börningsberget består av urskog av högvuxna granar och tallar. I skogen förekommer fågelarter som tretåig hackspett, lavskrika och tjäder, blommor som fjälltolta och knärot samt ovanligare vedsvampar som rosenticka, lappticka, rynkskinn, blackticka och kristallticka.
I anslutning till naturreservatet finns ett skogsmuseum är äldre tiders skogsbruk visas.
Att vandra slingan som går genom reservatet kan vara en utmaning, då det ligger mycket fallna träd och sådant, men det är väldig vacker natur.

### Noter

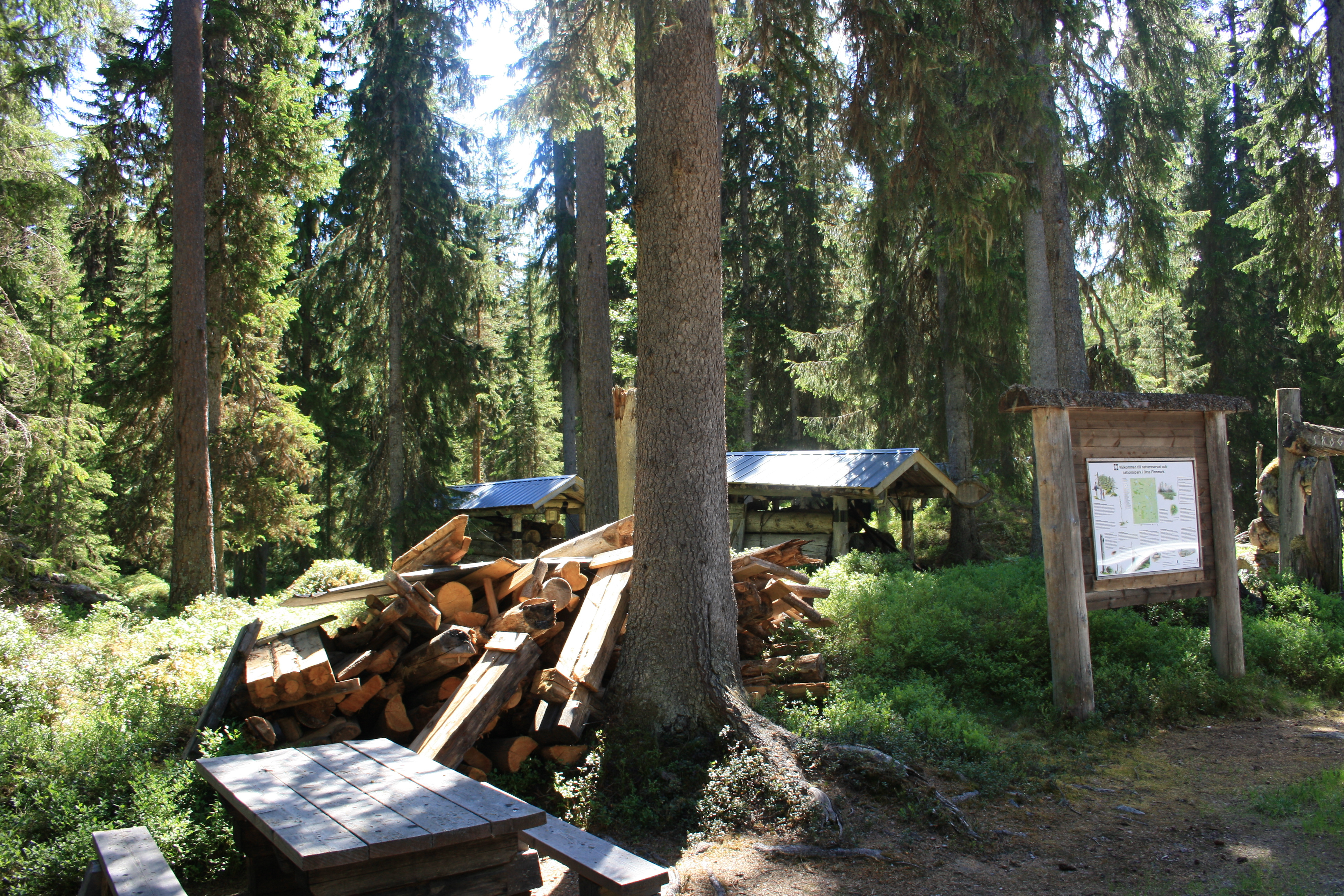
Skogsmuseum bestående av flera byggnader av intresse för historisk naturvård och skogsbruk.